# Бетвумен
Бетвумен (англ. Batwoman) — персонажка коміксів DC Comics. Створена сценаристом Едмондом Гамільтоном і художником Шелдон Молдофф під керівництвом редактора Джека Счіффа як частина розширення сольної серії Бетмена та другорядна героїня.
Бетвумен вперше з'явилася у випуску Detective Comics #233 (1956), в якому була представлена як любовний інтерес Бетмена.
Однак у сучасній послідовності коміксів DC Бетвумен вперше з'явилася як частина нового The New 52 всесвіту у Batwoman (Vol. 2) #1 від сценариста Джеймса Г. Вільямса III та художника В. Гейден Блекман.
У 2016 році було оголошено, що Бетвумен стане однією з головних персонажів в DC Comics Rebirth в оновленій серії Detective Comics, яка повернулася до своєї первісної нумерації з новим випуском #934.
Рубі Роуз втілила образ персонажки для свого теледебюту під час кросовера всесвіту Arrowverse 2018 від The CW, під назвою «Elseworlds».

## Поза коміксами

### Телебачення

Рубі Роуз у ролі Бетвумен на промо-фото для кросовера всесвіту Arrowverse 2018 року — «Elseworlds»

- Ім'я Бетвумен іноді використовувалось у мультсеріалі Бетмен: Анімаційні серії.
У сюжеті «Batgirl Begins» Барбара Ґордон хотіла назватися Бетвумен, перш ніж визначитись з прізвиськом Бетґьорл. Епізод «Artifact» показує, що Марта Вейн помилково ідентифікована як Бетвумен разом з Томасом Вейном як Бетмен і їхнім сином як Червон Робін.
- Бетвумен з'являється у Batman: The Brave and the Bold, озвучена Ванессою Маршалл.
Хоч візуально заснована на версії Кеті Кейн, проте персонажка ніколи не називається Бетвумен, а також є оригінальною: Катріна Молдофф, спадкоємиця стану цирку Moldoff. Режисер Batman: The Brave and the Bold Бен Джонс підтвердив, що рішення перейменувати персонажку виникло після того, як DC Comics висловив стурбованість з приводу цього зображення персонажки, яке надає негативний вплив на нову серію коміксів Бетвумен, перший випуск якої почався менш ніж через місяць після початкової дати виходу епізоду.
- Кейт Кейн / Бетвумен з'явилася у всесвіті Arrowverse від The CW, втілена акторкою Рубі Роуз, каст якої був анонсований у серпні 2018 року.
  1. Персонажка вперше з'явилася у 2018 кросовер-події «Elseworlds» у 10-х серіях серіалів CW, у такій послідовності: «Блискавка» , «Стріла» та «Супердівчина».
  2. В даний момент сольний телесеріал персонажа зосереджений на знімальному процесі першого сезону.

### Відеоігри
- Бетвумен (Кейт Кейн) з'являється у «DC Universe Online», озвучена Христіною Дж. Мур.
- Бетвумен (Кейт Кейн) з'являється як ігрова персонажка у DLC для гри «Lego Batman 3: Beyond Gotham».
- Персонажка Кейт Кейн промайнула у «Batman: Arkham Knight».
Її чутно на автовідповідачі Брюса Вейна, де вона запитує, чи згоден Брюс до її шлюбу з Меґґі Сов'єр і згадує, що Брюс навчив її важливості підтримки здібностей, натякаючи, що вона вже Бетвумен.
- Бетвумен (Кейт Кейн) є ігровою персонажкою у «Lego DC Super-Villains».